# Liste der Kardinalskreierungen des Gegenpapstes Clemens III.
Gegenpapst Clemens III. kreierte folgende Pseudo-Kardinäle im Verlauf seines Pontifikats:

## Pseudokardinalbischöfe
- Pietro (Pseudokardinalbischof von Porto)
- Giovanni (Pseudokardinalbischof von Porto)
- Giovanni (Pseudokardinalbischof von Ostia)
- Alberto (Pseudokardinalbischof von Nepi)
- Tiderico (Pseudokardinalbischof von Albano)
- Alberto (Pseudokardinalbischof von Silva Candida), wurde im Februar 1101 zu Gegenpapst Albertus gewählt

## Pseudokardinalpriester
- Pietro
- Anastase, Kanoniker von St-Dié (Pseudokardinalpriester von S. Anastasia.)
- Guerino (Pseudokardinalpriester von SS. XII Apostoli)
- Guido (Pseudokardinalpriester von S. Balbina)
- Ottaviano (Pseudokardinalpriester von Santa Susanna)
- Roberto, Bischof von Faenza (Pseudokardinalpriester von S. Marco)
- Roberto
- Adalmaro
- Cenzio (Pseudokardinalpriester von S. Crisogono)
- Deodato (Pseudokardinalpriester von S. Prassede)
- Giovanni (Pseudokardinalpriester von S. Prisca)
- Nicola, OSB (Pseudokardinalpriester von S. Sabina)
- Romano (Pseudokardinalpriester von S. Ciriaco)
- Romano (Pseudokardinalpriester von S. Marco)
- Teuzo
- Pietro

## Pseudokardinaldiakon
- Secondo
- Paolo
- Maginulfo, wurde am 18. September 1105 zu Gegenpapst Silvester IV. gewählt
- Ugo
- Teodorico (Pseudokardinaldiakon von S. Maria in Via Lata), wurde im September 1100 zu Gegenpapst Theodoricus gewählt
- Guido
- Pagano (Pseudokardinaldiakon von S. Maria in Via Lata)